# Ignace Kowalczyk
Ignatz Kowalczyk (Castrop-Rauxel, 1913. december 29. – Harnes, 1996. március 27.) német születésű, de lengyel származású, francia válogatott labdarúgó, edző.

## Sikerei, díjai

### Játékosként
- Olympique Marseille
  - Francia első osztály bajnoka: 1936-37